# Liste des chemins de fer d'Amérique du Nord
Les compagnies de chemins de fer d'Amérique du Nord (regroupant Mexique, Canada et États-Unis) sont nombreuses, pouvant représenter quelques kilomètres de voies comme des milliers. La présente liste présente les chemins de fer en activité. 
Les compagnies sont réparties par classes. Les chemins de fer américains de classe I, représentant les principales compagnies quant aux revenus, sont listées en gras ci-dessous.

## Transport de passagers
- Amtrak
- Via Rail

## Transport de fret

### A
- Aberdeen and Rockfish Railroad (AR)
- Aberdeen, Carolina and Western Railway (ACWR)
- Acadiana Railway (AKDN)
- Adrian and Blissfield Rail Road (ADBF)
- Agence métropolitaine de transport (AMT)
- Airlake Terminal Railway (ALT)
- Akron Barberton Cluster Railway (AB)
- Alabama and Florida Railway (AF)
- Alabama and Gulf Coast Railway (AGR)
- Alabama and Tennessee River Railway (ATN)
- Alabama Railroad (ALAB)
- Alabama Southern Railroad (ABS)
- Alabama Warrior Railway (ABWR)
- Alamo Gulf Coast Railroad (AGCR)
- Alaska Railroad (ARR)
- Albany and Eastern Railroad (AERC)
- Albany Port Railroad (APD)
- Alexander Railroad (ARC)
- Aliquippa and Ohio River Railroad (AOR)
- Allegheny Valley Railroad (AVR)
- Alliance Terminal Railroad (ATR)
- Almanor Railroad (AL)
- Alton and Southern Railway (ALS)
- AN Railway (AN)
- Angelina and Neches River Railroad (ANR)
- Ann Arbor Railroad (AA)
- Apache Railway (APA)
- Appalachian and Ohio Railroad (AO)
- Appanoose County Community Railroad (APNC)
- Arcade and Attica Railroad (ARA)
- Arizona and California Railroad (ARZC)
- Arizona Central Railroad (AZCR)
- Arizona Eastern Railway (AZER)
- Arkansas–Oklahoma Railroad (AOK)
- Arkansas and Missouri Railroad (AM)
- Arkansas Midland Railroad (AKMD)
- Arkansas Southern Railroad (ARS)
- Arkansas, Louisiana and Mississippi Railroad (ALM)
- Ashland Railway (ASRY)
- Ashtabula, Carson and Jefferson Railroad (ACJR)
- AT&L Railroad (ATLT)
- Atlantic and Western Railway (ATW)
- Austin Western Railroad (AWRR)

### B
- B&H Rail Corporation (BH)
- Ballard Terminal Railroad (BDTL)
- Baltimore and Ohio Chicago Terminal Railroad (BOCT)
- Baton Rouge Southern Railroad (BRS)
- Batten Kill Railroad (BKRR)
- Bauxite and Northern Railway (BXN)
- Bay Coast Railroad (BCR)
- Bay Colony Railroad (BCLR)
- Bay Line Railroad (BAYL)
- Beech Mountain Railroad (BEEM)
- Belt Railway of Chicago (BRC)
- Belvidere and Delaware River Railway (BDRV)
- Bessemer and Lake Erie Railroad (BLE)
- BG&CM Railroad (BGCM)
- Bi-State Development Agency Railroad (BSDA)
- Big 4 Terminal Railroad (BFRR)
- Bighorn Divide and Wyoming Railroad (BDW)
- Birmingham Southern Railroad (BS)
- Black River and Western Corporation (BRW)
- Blacklands Railroad (BLR)
- Blackwell Northern Gateway Railroad (BNG)
- Bloomer Shippers Connecting Railroad (BLOL)
- BNSF Railway (BNSF)
- Boise Valley Railroad (BVRR)
- Boone and Scenic Valley Railroad (BSVY)
- Boot Hill and Western Railway (BHWY)
- Border Pacific Railroad (BOP)
- Brandon Railroad (BRAN)
- Brandywine Valley Railroad (BVRY)
- Brownsville and Rio Grande International Railroad (BRG)
- Buckingham Branch Railroad (BB)
- Buffalo and Pittsburgh Railroad (BPRR)
- Buffalo Southern Railroad (BSOR)
- Burlington Junction Railway (BJRY)
- Butte, Anaconda and Pacific Railway (RARW) (Rarus Railway)

### C
- C&NC Railroad (CNUR)
- C&S Railroad (CSKR)
- Caddo Valley Railroad (CVYR)
- Caldwell County Railroad (CWCY)
- California Northern Railroad (CFNR)
- Camp Chase Industrial Railroad (CCRA)
- Canadien National (CN) et filiales : 
  - BC Rail (en) (BCR)
  - Grand Trunk Western Railroad (GTW)
  - Lakeland & Waterways Railway (LWR)
  - Mackenzie Northern Railway (MKNR)
  - Savage Alberta Railnet (SAR)
  - Wisconsin Central Ltd. (WC)
- Canadien Pacifique Kansas City (CPKC) et filiales
  - Canadien Pacifique (CP) et filiales :
    - Dakota, Minnesota and Eastern Railroad (DME)
    - Delaware and Hudson Railway (DH)
    - Soo Line Railroad (SOO)
    - St. Lawrence and Hudson Railway (STLH)

  - Kansas City Southern Railway (KCS)
    - Kansas City Southern de México (KCSM)
- Caney Fork and Western Railroad (CFWR)
- Cannon Valley Railroad (CVRC)
- Canton Railroad (CTN)
- Cape Fear Railways (CF)
- Cape May Seashore Lines (CMSL)
- Carolina Coastal Railway (CLNA)
- Carolina Piedmont Railroad (CPDR)
- Carolina Southern Railroad (CALA)
- Carrizo Gorge Railway (CZRY)
- Carrollton Railroad (CARR)
- Cascade and Columbia River Railroad (CSCD)
- Cedar Rapids and Iowa City Railway (CIC)
- Cedar River Railroad (CEDR)
- Central California Traction Company (CCT)
- Central Illinois Railroad (CIRY)
- Central Indiana and Western Railroad (CEIW)
- Central Midland Railway (CMR)
- Central Montana Rail, Inc. (CM)
- Central New England Railroad (CNZR)
- Central New York Railroad (CNYK)
- Central Oregon and Pacific Railroad (CORP)
- Central Railroad of Indiana (CIND)
- Central Railroad of Indianapolis (CERA)
- Central Washington Railroad (CWA)
- CG Railway (CGR)
- Charlotte Southern Railroad (CHS)
- Chattahoochee Bay Railroad (CHAT)
- Chattahoochee Industrial Railroad (CIRR)
- Chattooga and Chickamauga Railway (CCKY)
- Chemin de fer de la Gaspésie (CCFG)
- Chemin de fer Arnaud (CFA)
- Chemin de fer Baie des Chaleurs (CBC)
- Chemin de fer Cartier (Cartier)
- Chemin de fer Charlevoix (CFC)
- Chemin de fer Central Vermont (CV)
- Chemin de fer Lanaudière (CFL)
- Chemin de fer de la Matapédia et du Golfe (CFMG)
- Chemin de fer de l'Outaouais (CFO)
- Chemin de fer QNS&L (QNSL)
- Chemins de fer Québec-Gatineau (CFQG)
- Chemin de fer de la Rivière Romaine (CFRR)
- Chemin de fer de Roberval-Saguenay (RS)
- Chemin de fer Saint-Laurent & Atlantique (SLQ)
- Chemin de fer Sartigan (CFS)
- Chesapeake and Albemarle Railroad (CA)
- Chesapeake and Indiana Railroad (CKIN)
- Chestnut Ridge Railroad (CHR) (Chestnut Ridge Railway)
- Chicago–Chemung Railroad (CCUO)
- Chicago Central and Pacific Railroad (CC)
- Chicago Port Railroad (CPC)
- Chicago Rail Link (CRL)
- Chicago SouthShore and South Bend Railroad (CSS)
- Chicago Terminal Railroad (CTM)
- Chicago, Fort Wayne and Eastern Railroad (CFE)
- Cimarron Valley Railroad (CVR)
- City of Prineville Railway (COP)
- Claremont Concord Railroad (CCRR)
- Clarendon and Pittsford Railroad (CLP)
- Cleveland Commercial Railroad (CCRL)
- Cleveland Works Railway (CWRO)
- Clinton Terminal Railroad (CTR)
- Cloquet Terminal Railroad (CTRR)
- CMC Railroad (CMC)
- Coffeen and Western Railroad (CAEG)
- Colorado and Wyoming Railway (CW)
- Columbia and Cowlitz Railway (CLC)
- Columbia Basin Railroad (CBRW)
- Columbia Terminal Railroad (CT)
- Columbus and Greenville Railway (CAGY)
- Columbus and Ohio River Rail Road (CUOH)
- Commonwealth Railway (CWRY)
- Conecuh Valley Railroad (COEH)
- Connecticut Southern Railroad (CSO)
- Coopersville and Marne Railway (CPMY)
- Copper Basin Railway (CBRY)
- Corpus Christi Terminal Railroad (CCPN)
- Crab Orchard and Egyptian Railroad (COER)
- CSX Transportation (CSXT)

### D
- D&I Railroad (DAIR)
- Dakota Northern Railroad (DN)
- Dakota Southern Railway (DSRC)
- Dakota, Minnesota and Eastern Railroad (DME)
- Dakota, Missouri Valley and Western Railroad (DMVW)
- Dallas, Garland and Northeastern Railroad (DGNO)
- Dardanelle and Russellville Railroad (DR)
- De Queen and Eastern Railroad (DQE)
- Decatur Junction Railway (DT)
- Delaware Coast Line Railroad (DCLR)
- Delaware–Lackawanna Railroad (DL)
- Delaware and Hudson Railway (DH)
- Delray Connecting Railroad (DC)
- Delta Southern Railroad (DSRR)
- Delta Valley and Southern Railway (DVS)
- Denver Rock Island Railroad (DRIR)
- Depew, Lancaster and Western Railroad (DLWR)
- Detroit Connecting Railroad (DCON)
- Doniphan, Kensett and Searcy Railway (DKS)
- Dubois County Railroad (DCRR)
- Duluth, Missabe and Iron Range Railway (DMIR)
- Duluth, Winnipeg and Pacific Railway (DWP)
- Durbin and Greenbrier Valley Railroad (DGVR)

### E
- East Brookfield and Spencer Railroad (EBSR)
- East Camden and Highland Railroad (EACH)
- East Chattanooga Belt Railway (ECTB)
- East Cooper and Berkeley Railroad (ECBR)
- East Erie Commercial Railroad (EEC)
- East Jersey Railroad and Terminal Company (EJR)
- East Penn Railroad (ESPN)
- East Tennessee Railway (ETRY)
- East Troy Electric Railroad (METW)
- Eastern Alabama Railway (EARY)
- Eastern Idaho Railroad (EIRR)
- Eastern Illinois Railroad (EIRC)
- Eastern Maine Railway (EMRY)
- Eastern Washington Gateway Railroad (EWG)
- Effingham Railroad (EFRR)
- El Dorado and Wesson Railway (EDW)
- Elgin, Joliet and Eastern Railway (EJE)
- Elk River Railroad (ELKR)
- Elkhart and Western Railroad (EWR)
- Ellis and Eastern Company (EE)
- Escanaba and Lake Superior Railroad (ELS)
- Esquimalt and Nanaimo Railway (
- Evansville Western Railway (EVWR)
- Everett Railroad (EV)

### F
- Falls Road Railroad (FRR)
- Farmrail Corporation (FMRC)
- Ferromex (FXE)
- Finger Lakes Railway (FGLK)
- First Coast Railroad (FCRD)
- Flats Industrial Railroad (FIR)
- Florida Central Railroad (FCEN)
- Florida East Coast Railway (FEC)
- Florida Midland Railroad (FMID)
- Florida Northern Railroad (FNOR)
- Florida West Coast Railroad (FWCR)
- Fordyce and Princeton Railroad (FP)
- Fore River Transportation Corporation (FRVT)
- Fort Smith Railroad (FSR)
- Fort Worth and Dallas Belt Railroad (FWDB)
- Fort Worth and Dallas Railroad (FWDR)
- Fort Worth and Western Railroad (FWWR)
- Fredonia Valley Railroad (FVRR)
- Fremont Northwestern Railroad (FNW)
- Fulton County Railroad (FC)
- Fulton County Railway (FCR)

### G
- Galveston Railroad (GVSR)
- Garden City Western Railway (GCW)
- Gary Railway (GRW)
- Gateway Eastern Railway (GWWE)
- Georges Creek Railway (GCK)
- Georgetown Railroad (GRR)
- Georgia and Florida Railway (GFRR)
- Georgia Central Railway (GC)
- Georgia Midland Railroad (GMR)
- Georgia Northeastern Railroad (GNRR)
- Georgia Southwestern Railroad (GSWR)
- Georgia Woodlands Railroad (GWRC)
- Gettysburg and Northern Railroad (GET)
- Gloster Southern Railroad (GLSR)
- GNP Railway (GNPR)
- Golden Isles Terminal Railroad (GITM)
- Golden Triangle Railroad (GTRA)
- Grafton and Upton Railroad (GU)
- Grainbelt Corporation (GNBC)
- Grand Elk Railroad (GDLK)
- Grand Rapids Eastern Railroad (GR)
- Grand Trunk Western Railroad (GTW)
- Great Lakes Central Railroad (GLC)
- Great Northwest Railroad (GRNW)
- Great River Railroad (GTR)
- Great Smoky Mountains Railroad (GSM)
- Great Walton Railroad (GRWR)
- Great Western Railway of Colorado (GWR)
- Green Mountain Railroad (GMRC)
- Greenville and Western Railway (GRLW)
- Grenada Railway (GRYR)
- Gulf, Colorado and San Saba Railway (GCSR)

### H
- Hainesport Industrial Railroad (HIRR)
- Hampton and Branchville Railroad (HB)
- Heart of Georgia Railroad (HOG)
- Heritage Railroad (HR)
- High Point, Thomasville and Denton Railroad (HPTD)
- Hollis and Eastern Railroad (HE)
- Hondo Railway (HRR)
- Honey Creek Railroad (HCRR)
- Hoosier Southern Railroad (HOS)
- Housatonic Railroad (HRRC)
- Huntsville and Madison County Railroad Authority (HMCR)
- Huron and Eastern Railway (HESR)

### I
- Idaho and Sedalia Transportation Company (ISRC)
- Idaho Northern and Pacific Railroad (INPR)
- Illinois and Midland Railroad (IMRR)
- Illinois Central Railroad (IC)
- Illinois Railway (IR)
- Illinois Western Railroad (ILW)
- Indian Creek Railroad (ICRK)
- Indiana and Ohio Railway (IORY)
- Indiana Eastern Railroad (IERR)
- Indiana Harbor Belt Railroad (IHB)
- Indiana Northeastern Railroad (IN)
- Indiana Rail Road (INRD)
- Indiana Southern Railroad (ISRR)
- Indiana Southwestern Railway (ISW)
- Iowa Interstate Railroad (IAIS)
- Iowa Northern Railway (IANR)
- Iowa Northwestern Railroad (IANW)
- Iowa River Railroad (IARR)
- Iowa Traction Railroad (IATR)

### J
- Jefferson Warrior Railroad (JEFW)
- Juniata Valley Railroad (JVRR)

### K
- Kankakee, Beaverville and Southern Railroad (KBSR)
- Kansas and Oklahoma Railroad (KO)
- Kasgro Rail Lines (KRL)
- Kaw River Railroad (KAW)
- Kendallville Terminal Railway (KTR)
- Kentucky and Tennessee Railway (KT)
- Keokuk Junction Railway (KJRY)
- Kettle Falls International Railway (KFR)
- Kiamichi Railroad (KRR)
- Kiski Junction Railroad (KJR)
- Klamath Northern Railway (KNOR)
- Knoxville and Holston River Railroad (KXHR)
- Kosciusko and Southwestern Railway (KSRY)
- KWT Railway (KWT)
- Kyle Railroad (KYLE)

### L
- Lake County Railroad (LCR)
- Lake Michigan and Indiana Railroad (LMIC)
- Lake State Railway (LSRC)
- Lake Superior and Ishpeming Railroad (LSI)
- Lake Terminal Railroad (LT)
- Lancaster and Chester Railway (LC)
- Landisville Terminal and Transfer Company (LNVT)
- Lapeer Industrial Railroad (LIRR)
- Laurinburg and Southern Railroad (LRS)
- Lehigh Railway (LRWY)
- Lehigh Valley Rail Management – Bethlehem Division (LVRB)
- Lehigh Valley Rail Management – Johnstown Division (LVRJ)
- Little Rock and Western Railway (LRWN)
- Little Rock Port Authority Railroad (LRPA)
- Livonia, Avon and Lakeville Railroad (LAL)
- Logansport and Eel River Short-Line Company (LER)
- Los Angeles Junction Railway (LAJ)
- Louisiana and Delta Railroad (LDRR)
- Louisiana and North West Railroad (LNW)
- Louisiana Southern Railroad (LAS)
- Louisville and Indiana Railroad (LIRC)
- Louisville and Wadley Railway (LW)
- Louisville, New Albany and Corydon Railroad (LNAL)
- Lowville and Beaver River Railroad (LBR)
- Luxapalila Valley Railroad (LXVR)
- Luzerne and Susquehanna Railway (LS)
- Lycoming Valley Railroad (LVRR)

### M
- M&B Railroad (MNBR)
- Madison Railroad (CMPA)
- Mahoning Valley Railway (MVRY)
- Maine Eastern Railroad (MERR)
- Manufacturers' Junction Railway (MJ)
- Manufacturers Railway (MRS)
- Marquette Rail, LLC (MQT)
- Maryland and Delaware Railroad (MDDE)
- Maryland Midland Railway (MMID)
- Massachusetts Central Railroad (MCER)
- Massachusetts Coastal Railroad (MC)
- Massena Terminal Railroad (MSTR)
- Maumee and Western Railroad (MAW)
- McCloud Railway (MCR)
- McKeesport Connecting Railroad (MKC)
- Meeker Southern Railroad (MSN)
- Meridian Southern Railway (MDS)
- MG Rail, Inc. (MGRI)
- Michigan Air-Line Railway (MAL)
- Michigan Shore Railroad (MS)
- Michigan Southern Railroad (MSO)
- Mid-Michigan Railroad (MMRR)
- Middletown and Hummelstown Railroad (MIDH)
- Middletown and New Jersey Railroad (MNJ)
- Minnesota Commercial Railway (MNNR)
- Minnesota Northern Railroad (MNN)
- Minnesota Prairie Line, Inc. (MPLI)
- Minnesota Southern Railway (MSWY)
- Minnesota, Dakota and Western Railway (MDW)
- Mission Mountain Railroad (MMT)
- Mississippi and Skuna Valley Railroad (MSV)
- Mississippi Central Railroad (MSCI)
- Mississippi Delta Railroad (MD)
- Mississippi Export Railroad (MSE)
- Mississippi Southern Railroad (MSR)
- Mississippi Tennessee Railroad (MTNR)
- Mississippian Railway Cooperative (MSRW)
- Missouri and Northern Arkansas Railroad (MNA)
- Missouri and Valley Park Railroad (MVP)
- Missouri North Central Railroad (MNC)
- Modesto and Empire Traction Company (MET)
- Mohawk, Adirondack and Northern Railroad (MHWA)
- Montana Rail Link (MRL)
- Montgomery Short Line LLC (MSL)
- Montréal, Maine & Atlantique (MMA)
- Morehead and South Fork Railroad (MHSF)
- Morristown and Erie Railway (ME)
- Moscow, Camden and San Augustine Railroad (MCSA)
- Mount Hood Railroad (MH)
- Mount Vernon Terminal Railway (MVT)

### N
- Napa Valley Railroad (NVRR)
- Nash County Railroad (NCYR)
- Nashville and Eastern Railroad (NERR)
- Nashville and Western Railroad (NWR)
- Natchez Railway (NTZR)
- Naugatuck Railroad (NAUG)
- NC Railroad (NCRL)
- NDC Railroad (NDCR)
- Nebkota Railway (NRI)
- Nebraska Central Railroad (NCRC)
- Nebraska Kansas Colorado Railway (NKCR)(NK&C RailNet)
- Nebraska Northeastern Railway (NENE)
- New Castle Industrial Railroad (NCIR)
- New England Central Railroad (NECR)
- New England Southern Railroad (NEGS)
- New Hampshire Central Railroad (NHCR)
- New Hampshire Northcoast Corporation (NHN)
- New Hope and Ivyland Railroad (NHRR)
- New Jersey Rail Carriers, LLC (NJRC)
- New Orleans and Gulf Coast Railway (NOGC)
- New Orleans Public Belt Railroad (NOPB)
- New York and Atlantic Railway (NYA)
- New York and Greenwood Lake Railway (NYGL)
- New York and Lake Erie Railroad (NYLE)
- New York and Ogdensburg Railway (NYOG)
- New York New Jersey Rail, LLC (NYNJ)
- New York, Susquehanna and Western Railway (NYSW)
- Newburgh and South Shore Railroad (NSR)
- Nittany and Bald Eagle Railroad (NBER)
- Norfolk and Portsmouth Belt Line Railroad (NPB)
- Norfolk Southern Railway (NS) et filiales : 
  - Alabama Great Southern Railroad (AGS)
  - Camp Lejeune Railroad
  - Central of Georgia Railroad (CG)
  - Chesapeake Western Railway (CHW)
  - Cincinnati, New Orleans and Texas Pacific Railway (CNTP)
  - Georgia Southern and Florida Railway (GSF)
  - Interstate Railroad (INT)
  - State University Railroad
  - Tennessee Railway (TENN)
  - Tennessee, Alabama and Georgia Railway (TAG)
- North Carolina and Virginia Railroad (NCVA)
- North Shore Railroad (NSHR)
- Northern Lines Railway (NLR)
- Northern Ohio and Western Railway (NOW)
- Northern Plains Railroad (NPR)
- Northwestern Oklahoma Railroad (NOKL)

### O
- Oakdale Traction Corporation (OTCR)
- Oakland Terminal Railway (OTR)
- Ohi-Rail Corporation (OHIC)
- Ohio Central Railroad (OHCR)
- Ohio Southern Railroad (OSRR)
- Ohio Valley Railroad (OVR)
- Oil Creek and Titusville Lines, Inc. (OCTL)
- Old Augusta Railroad (OAR)
- Omaha, Lincoln and Beatrice Railway (OLB)
- Ontario Central Railroad (ONCT)
- Ontario Midland Railroad (OMID)
- Ontario Northland Railway (ONT)
- Orange Port Terminal Railway (OPT)
- Oregon Eastern Railroad (WYCO)
- Oregon Pacific Railroad (OPR)
- Ottawa Central Railway (OCR)
- Ottawa Valley Railway (OVR)
- Otter Tail Valley Railroad (OTVR)
- Ouachita Railroad (OUCH)
- Owego and Harford Railway (OHRY)
- Ozark Valley Railroad (OVRR)

### P
- Pacific Harbor Line, Inc. (PHL)
- Pacific Sun Railroad (PSRR)
- Paducah and Illinois Railroad (PI)
- Paducah and Louisville Railway (PAL)
- Palouse River and Coulee City Railroad (PCC)
- Panhandle Northern Railroad (PNR)
- Patapsco and Back Rivers Railroad (PBR)
- Pearl River Valley Railroad (PRV)
- Pecos Valley Southern Railway (PVS)
- Pee Dee River Railway (PDRR)
- Pend Oreille Valley Railroad (POVA)
- Peninsula Terminal Company (PT)
- Pennsylvania and Southern Railway (PSCC)
- Pennsylvania Southwestern Railroad (PSWR)
- Pickens Railway (PICK)
- Pickens Railway, Honea Path Division (PKHP)
- Pioneer Industrial Railway (PRY)
- Pioneer Valley Railroad (PVRR)
- Pittsburgh and Ohio Central Railroad (POHC)
- Pittsburgh, Allegheny and McKees Rocks Railroad (PAM)
- Plainview Terminal Company (PTC)
- Point Comfort and Northern Railway (PCN)
- Port Bienville Railroad (PBVR)
- Port Jersey Railroad (PJR)
- Port Manatee Railroad (MAUP)
- Port de Montreal (POM)
- Port of Tillamook Bay Railroad (POTB)
- Port Terminal Railroad Association (PTRA)
- Port Terminal Railroad of South Carolina (PTR)
- Port Utilities Commission of Charleston, South Carolina (PUCC)
- Portland and Western Railroad (PNWR)
- Portland Terminal Railroad (PTRC)
- Prescott and Northwestern Railroad (PNW)
- Progressive Rail, Inc. (PGR)
- Providence and Worcester Railroad (PW)
- Puget Sound and Pacific Railroad (PSAP)

### Q
- Quincy Railroad (QRR)
- Québec Central (QC)
- Québec-Gatineau (CFQG)
- Québec North Shore & Labrador (QNSL)

### R
- R.J. Corman Railroad/Allentown Lines (RJCN)
- R.J. Corman Railroad/Bardstown Line (RJCR)
- R.J. Corman Railroad/Central Kentucky Lines (RJCC)
- R.J. Corman Railroad/Cleveland Line (RJCL)
- R.J. Corman Railroad/Memphis Line (RJCM)
- R.J. Corman Railroad/Pennsylvania Lines (RJCP)
- R.J. Corman Railroad/Tennessee Terminal (RJCK)
- R.J. Corman Railroad/West Virginia Line (RJCV)
- R.J. Corman Railroad/Western Ohio Lines (RJCW)
- Raritan Central Railway (RCRY)
- Reading Blue Mountain and Northern Railroad (RBMN)
- Red River Valley and Western Railroad (RRVW)
- Red Springs and Northern Railroad (RSNR)
- Redmont Railway (RRC)
- Republic N&T Railroad (NTRY)
- Riceboro Southern Railway (RSOR)
- Richmond Pacific Railroad (RPRC)
- Rio Valley Switching Company (RVSC)
- Riverport Railroad (RVPR)
- Rochester and Southern Railroad (RSR)
- Rock and Rail LLC (RRRR)
- Rockdale, Sandow and Southern Railroad (RSS)

### S
- Sabine River and Northern Railroad (SRN)
- Sacramento Valley Railroad (SAV)
- Salt Lake City Southern Railroad (SL)
- Salt Lake, Garfield and Western Railway (SLGW)
- San Diego and Imperial Valley Railroad (SDIY)
- San Joaquin Valley Railroad (SJVR)
- San Luis and Rio Grande Railroad (SLRG)
- San Luis Central Railroad (SLC)
- San Pedro and Southwestern Railroad (SPSR)
- Sand Springs Railway (SS)
- Sandersville Railroad (SAN)
- Santa Cruz, Big Trees and Pacific Railway (SCBG)
- Santa Fe Southern Railway (SFS)
- Santa Maria Valley Railroad (SMV)
- Sault Ste. Marie Bridge Company (SSAM)
- Savage Bingham and Garfield Railroad (SBG)
- Savannah Port Terminal Railroad (SAPT)
- Seminole Gulf Railway (SGLR)
- SEMO Port Railroad (SE)
- Sequatchie Valley Railroad (SQVR)
- Shamokin Valley Railroad (SVRR)
- Shawnee Terminal Railway (STR)
- Sidney and Lowe Railroad (SLGG)
- Sierra Northern Railway (SERA) (Sierra Railroad)
- Sisseton Milbank Railroad (SMRR)
- SMS Rail Lines of New York, LLC (SNY)
- SMS Rail Service, Inc. (SLRS)
- Société du chemin de fer de la Gaspésie (SCFG)
- Soo Line Railroad (SOO)
- South Branch Valley Railroad (SBVR)
- South Buffalo Railway (SB)
- South Carolina Central Railroad (SCRF)
- South Central Florida Express, Inc. (SCXF)
- South Central Tennessee Railroad (SCTR)
- South Chicago and Indiana Harbor Railway (SCIH)
- South Kansas and Oklahoma Railroad (SKOL)
- South Plains Lamesa Railroad (SLAL)
- Southern Indiana Railway (SIND)
- Southern Railroad of New Jersey (SRNJ)
- Southern Railway of British Columbia (SRY)
- Southern Railway of Vancouver Island (SVI)
- Southern Switching Company (SSC)
- Southwest Pennsylvania Railroad (SWP)
- Southwestern Railroad (SW)
- Springfield Terminal Railway (ST) (ST Rail System)
- Squaw Creek Southern Railroad (SCS)
- St. Croix Valley Railroad (SCXY)
- St. Lawrence and Atlantic Railroad (SLR)
- St. Maries River Railroad (STMA)
- St. Mary's Railroad (SM)
- St. Marys Railway West (SMW)
- Steelton and Highspire Railroad (SH)
- Stillwater Central Railroad (SLWC)
- Stockton Terminal and Eastern Railroad (STE)
- Stourbridge Railway (SBR)
- Strasburg Rail Road (SRC)
- Sunflour Railroad (SNR)

### T
- Tacoma Rail (TMBL) (acoma Municipal Belt Line Railway)
- Tacoma Rail Mountain Division (TRMW)
- Talleyrand Terminal Railroad (TTR)
- Tazewell and Peoria Railroad (TZPR)
- Tecumseh Branch Connecting Railroad (TCBY)
- Temple and Central Texas Railway (TC)
- Tennessee Southern Railroad (TSRR)
- Tennken Railroad (TKEN)
- Terminal Railroad Association of St. Louis (TRRA)
- Terminal Railway Alabama State Docks (TASD)
- Texas – New Mexico Railroad (TNMR)
- Texas and Northern Railway (TN)
- Texas and Oklahoma Railroad (TXOR)
- Texas Central Business Lines Corporation (TCB)
- Texas City Terminal Railway (TCT)
- Texas Mexican Railway (TM)
- Texas North Western Railway (TXNW)
- Texas Northeastern Railroad (TNER)
- Texas Pacifico Transportation (TXPF)
- Texas Rock Crusher Railway (TXR)
- Texas South-Eastern Railroad (TSE)
- Texas, Gonzales and Northern Railway (TXGN)
- Texas, Oklahoma and Eastern Railroad (TOE)
- Thermal Belt Railway (TBRY)
- Three Notch Railroad (TNHR)
- Timber Rock Railroad (TIBR)
- Tishomingo Railroad (TISH)
- Toledo, Peoria and Western Railway (TPW)
- Tomahawk Railway (TR)
- Towanda–Monroeton Shippers Lifeline, Inc. (TMSS)
- Towner Railway (VST)
- Transkentucky Transportation Railroad (TTIS)
- Tri-City and Olympia Railroad (TCRY)
- Trona Railway (TRC)
- Tulsa–Sapulpa Union Railway (TSU)
- Turners Island, LLC (TI)
- Turtle Creek Industrial Railroad (TCKR)
- Twin Cities and Western Railroad (TCWR)
- Tyburn Railroad (TYBR)

### U
- U S Rail Corporation (USRP)
- Union County Industrial Railroad (UCIR)
- Union Pacific Railroad (UP)
- Union Railroad (URR)
- Upper Merion and Plymouth Railroad (UMP)
- Utah Railway (UTAH)
- Utah Central Railway (UCRY)
- Utah Southern Railroad (USR)

### V
- V&S Railway (VSR)
- Valdosta Railway (VR)
- Vandalia Railroad (VRRC)
- Ventura County Railroad (VCRR)
- Vermilion Valley Railroad (VVRR)
- Vermont Railway (VTR)
- Vicksburg Southern Railroad (VSOR)
- Virginia Southern Railroad (VSRR)

### W
- Wabash Central Railroad (WBCR)
- Waccamaw Coast Line Railroad (WCLR)
- Walking Horse and Eastern Railroad (WHOE)
- Wallowa Union Railroad Authority (WURR)
- Warren and Saline River Railroad (WSR)
- Warren and Trumbull Railroad (WTRM)
- Washington and Idaho Railway (WIR)
- Washington County Railroad (WACR)
- WCTU Railway (WCTR)
- Wellsboro and Corning Railroad (WCOR)
- West Michigan Railroad (WMI)
- West Tennessee Railroad (WTNN)
- West Texas and Lubbock Railway (WTLC)
- Western Kentucky Railway (WKRL)
- Western New York and Pennsylvania Railroad (WNYP)
- Western Rail Road (WRRC)
- Western Rail Switching (WRS)
- Wheeling and Lake Erie Railway (WE)
- Wichita Terminal Association (WTA)
- Wichita, Tillman and Jackson Railway (WTJR)
- Willamette and Pacific Railroad (WPRR)
- Willamette Valley Railway (WVR)
- Wilmington and Western Railroad (WWRC)
- Wilmington Terminal Railroad (WTRY)
- Winchester and Western Railroad (WW)
- Winston-Salem Southbound Railway (WSS)
- Wiregrass Central Railroad (WGCR)
- Wisconsin and Southern Railroad (WSOR)
- Wisconsin Central Ltd. (WC)
- Wisconsin Northern Railroad (WN)
- Wyoming Colorado Railroad (WYCO)

### Y
- Yadkin Valley Railroad (YVRR)
- Yellowstone Valley Railroad (YSVR)
- York Railway (YRC)
- York and Peach Bottom Railway (Y&PB)
- Youngstown and Austintown Railroad (YARR)
- Youngstown and Southeastern Railroad (YSRR)
- Youngstown Belt Railroad (YB)
- Yreka Western Railroad (YW)

## Autre lien
- Chemins de fer disparus de l'Amérique

## Sources
- railinc.com, base de données centralisée des chemins de fer américains. Consultée le 9 février 2010.